# Ænima
靈魂-灌腸是美國前衛金屬樂團工具樂團在1996年所發行的專輯，這同時也是他們第二張錄音室專輯．主要的錄製地點大部份在加州的好萊屋．這張專輯在2003年榮獲了三白金，至2010年為止，共銷售了三百四十萬張．在1996年，同時也被許多雜誌評為最佳專輯之一．爾後，靈魂-灌腸使得工具樂團贏得1998年葛萊美“最佳金屬團表演獎”．

## 概述
靈魂-灌腸的原文是ＡＥｎｉｍａ，這名稱包涵了兩個字，anima（靈魂）與enema（醫學上的一種灌腸療法）．而“醜陋的支配”與“靈魂-灌腸”兩首歌是唯二有ＭＶ的單曲．在眾多曲子連串起來，引導到一首更長的曲子正是這張專輯的特色．更是將這專輯的長度拓展至八十分鐘．整張專輯的情節，包括了埃及的神話以及宗教幾何學．
樂團更指出，這張專輯有一部份是受到喜劇人物Bill Hicks的影響．舉例來說，CD封底有一張Maynard和Bill Hicks的插畫；而“第三隻眼”是一首獻給他的單曲；在“靈魂-灌腸”里講述的“亞歷桑那灣”，也是源於Bill對於聖安利亞斷層大地震後，南加州成為亞歷桑那州的一個內灣的看法．在CD封面上，工具樂團用3D承現出加州沉沒的效果．

## 音軌的涵義
在最早的專輯母帶里，“逼迫”，“醜陋的支配”，“靈魂-灌腸”，以及“讚頌”是前貝斯手錄製的．其中“讚頌”被Danny Carey形容是在影射Ｌ．羅恩．賀伯特；但Maynard也說這些歌詞並不特別針對特定人事物，而是取決於聽者自己的想像力．
“H” 這條音軌也被大眾廣泛地推測其真正涵義．然而，一向不將歌曲定義的Maynard，在一次訪談中，對在場的觀眾道：“你們當中可有人記得華納兄弟早期的卡通片？每當一個角色要作決定的時候，他的肩膀總會出現一個天使和一個魔鬼給他建言．看似簡單，只是二選一做決擇，但其實他們代表的是你周遭的親朋好友，試著給你不同的意見，但追根究底，最後決定的還是自己．像這樣的遭遇，這首歌就叫做Ｈ．”
“有用的蠢蛋”，這條音軌是靈魂-灌腸留聲機唱盤版本的第一首歌．當曲目進行的時候，因那個時代的電器用品質量不佳，以至於噪音會隨著曲目的撥放而愈來愈大聲，當你愈拍它，它愈不好使．這音軌只是笑話一則，愚弄那些仍擁有留聲機版本的人們．
歌曲“吉米”是“性監獄”的延續，同樣有著即將被虐待的情緒在裡面．
“中場休息”是一段用管風琴獨奏“吉米”前奏的一條音軌．
“撒旦（傻蛋）之蛋”是一條用德語演講的內容．聽起來好像是邪教的祭拜儀式，其實這條音軌是教你如何制做鬆果餅乾的烹飪法．
音軌“第三隻眼”是工具樂團獻給Bill Hicks的一支曲目．由於Bill一向強調“可以用大麻菇開啟一個人的第三隻眼，並使其乾淨．” 第三隻眼一直是超自然學說中，很重要的自我靈魂覺醒的結果，這樣的覺醒，一直與人類大腦的進化和提昇有所關係．這張靈魂-灌腸也是著重於開啟人们的第三隻眼，以幫助在他們人生艱辛的旅途上找出一片天．

## 專輯藝術
這是一張必買原版的專輯．CD外殼是一層層凹凸鏡狀的材質．CD裡面的照片及插圖可以透過這鏡狀外殼，而承現出一連串動態立體的效果．
這些透過鏡狀外殼所承現的效果包括：
1. Cam de Leon的畫作“煙盒”，可以看出煙在飄，以及周遭閃爍的一顆顆眼睛．
2. Cam de Leon的畫作“視孔”，可以看出一隻雙瞳孔的眼珠子在轉動著．
3. 一名裸體的體操師(Alana Cain)，將其雙腳放在其腦後，像蕩鞦韆般前後匍匐著；而這張照片背景，四名工具樂團團員坐在沙發上，透過凹凸鏡，你可以看到 Maynard站了起來，試著遮掩其同是裸露的的身軀，同時將一支玫瑰花放在地上獻給這名體操師．Alana Cain的照片也被收錄在這張專輯封底．
4. 一張加州在大地震前後的動態地圖．利用凹凸鏡，大地震後的南加州成了一片汪洋，是曰“亞歷桑那灣”（在靈魂-灌腸這首歌有談到）．

音軌列表
1. “醜陋的支配”5:11
2. “讚頌”8:28
3. “Ｈ”6:07
4. “有用的蠢蛋”0:39
5. “46 & 2” 6:02
6. “給亨利漢拔的留言”1:53
7. “有懶蛋的娼妓”4:33
8. “中場休息”0:56
9. “吉米”5:24
10. “撒旦（傻蛋）之蛋”2:17
11. “逼迫”9:55
12. “可招喚瑟沙羅的可行性”1:26
13. “靈魂-灌腸”6:39
14. “負離子”4:00
15. “第三隻眼”13:47